# Beachrock
Il Beachrock è una roccia sedimentaria, di consistenza da friabile a ben cementata, che consiste in una miscela variabile di sedimento ghiaioso, sabbioso e limoso, cementata da carbonati formatasi lungo una costa. A seconda del luogo, il sedimento che viene cementato per formare il beachrock può consistere in una miscela variabile di conchiglie, frammenti di corallo, frammenti di roccia di diversi tipi e altri materiali. Può contenere manufatti sparsi, pezzi di legno e noci di cocco. Il beachrock si forma in genere all'interno della zona intercotidale nelle regioni tropicali o semitropicali. Tuttavia, il beachrock quaternario può essere trovato fino ai 60° di latitudine nord e sud.

## Panoramica
Le unità di beachrock si formano sotto una sottile copertura di sedimenti e generalmente sovrastano la sabbia non consolidata. In genere sono costituiti da più unità, che rappresentano più episodi di cementazione ed esposizione. La mineralogia del beachrock è principalmente calcite o aragonite ad alto contenuto di magnesio. I principali processi coinvolti nella cementazione sono: sovrasaturazione con CaCO3 mediante evaporazione diretta dell'acqua di mare, degassificazione della CO2 delle acque sotterranee nella zona vadosa, miscelazione di flussi di acqua marina e meteorica e precipitazione del carbonato di calcio micritico come sottoprodotto dell'attività microbiologica.

## Beachrock in Italia
In Italia si trovano in vari punti del litorale tirrenico, ad esempio in Liguria a Varigotti, in Toscana (qui viene chiamata “panchina”) da Livorno al Golfo di Follonica, in Sicilia fra Capo Peloro e Ganzirri. La Sardegna presenta un grande numero di beachrock e in questa regione ha un'insolita potenza (spessore) che raggiunge anche i 5 metri.